# Christoph Buys Ballot

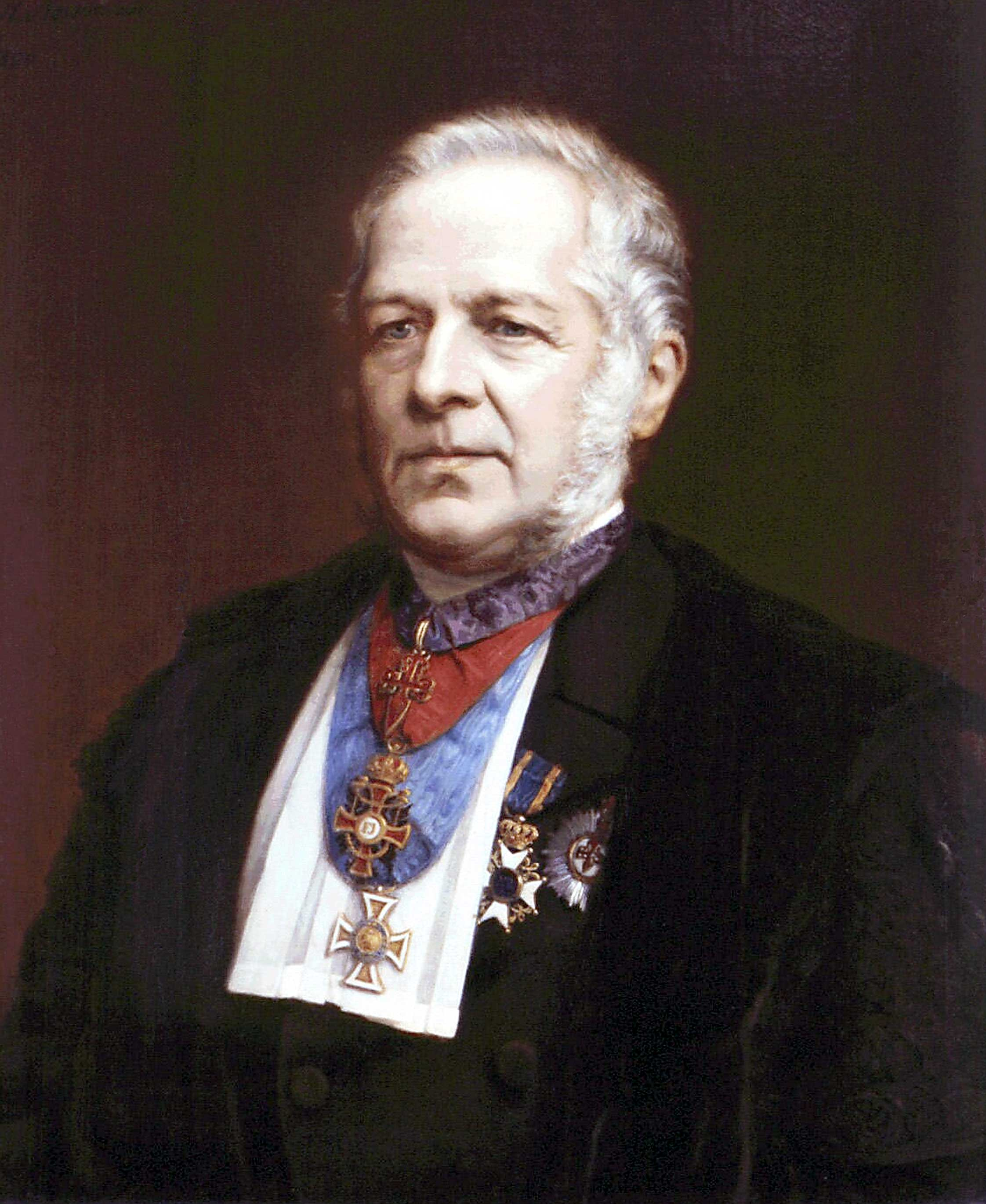
C. H. D. Buys Ballot

Christophorus Henricus Didericus Buys Ballot deutsch auch: Christoph Heinrich Dietrich Buijs Ballot (* 10. Oktober 1817 in Kloetinge, Gemeinde Goes, Provinz Zeeland; † 3. Februar 1890 in Utrecht) war ein bedeutender niederländischer Wissenschaftler, Begründer der Meteorologie in den Niederlanden und Initiator der internationalen Klimaforschung.

## Leben

### Herkunft und Studien
Ballot stammte aus einer Familie, die in Frankreich ihre Wurzeln hatte und über Deutschland kommend in die Niederlande eingewandert war. Einige Angehörige dieser Familie ergriffen den Beruf des Pfarrers. Ballots Großvater Christoph Heinrich Dietrich Ballot (* 16. Januar 1741 in Iserlohn; † 20. August 1797 in Middelburg), hatte sein Studium an der Universität Utrecht absolviert und mehrere Pfarrstellen durchlaufen, bis er schließlich nach Middelburg kam. Hier machte er sich einen Namen als Förderer der Naturwissenschaften. 1788 wurde er Gymnasialprofessor für Physik in Middelburg. Aus seiner zweiten Ehe mit der Kaufmannstochter Anna Petronella Buys (* 30. Juli 1755 in Rotterdam; † 2. Oktober 1829 in Rotterdam), stammt Antonie Jacobus Buys Ballot (* 19. März 1786 in Middelburg; † 13. Januar 1851 in Utrecht). Dieser studierte ebenfalls in Utrecht, wurde 1814 Pfarrer in Standdaarbuiten und heiratete am 8. März 1815 in Utrecht Geertruida Francoisa Lix Raaven (* 28. Mai 1790 in Utrecht; † 19. Januar 1859 in Utrecht), die Tochter des Willem Lix Raaven (* um 1756; † 27. Juni 1832 in Utrecht) und der Wilhelmina Susanna Kuvel (* um 1775; † 6. Januar 1848 in Utrecht).
1816 erhielt Antonie Buys Ballot eine Pfarrstelle in dem kleinen Örtchen Kloetinge. Hier wurde dem Ehepaar 1817 das einzige Kind geboren, und es erhielt den Namen des Großvaters. 1820 wechselte sein Vater auf eine Pfarrstelle in dem Dorf Sint Laurens und wurde 1823 Pfarrer in Brakel in der Region Bommelerwaard, wo er bis zu seiner Emeritierung 1850 blieb. Dort erlebte der junge Ballot seine Kindheit und besuchte die Dorfschule in Brakel. Hier entwickelte er eine Vorliebe für die Mathematik und die klassische Literatur. Nachdem er 1830 das Gymnasium in Zaltbommel besucht und dort am 7. August 1835 seine Hochschulreife erlangt hatte, immatrikulierte sich Ballot am 11. September 1835 an der Universität Utrecht. Anfänglich wollte er nur das Studium der klassischen Sprachen absolvieren, jedoch wandte er sich 1836 den naturwissenschaftlichen Studien zu. So besuchte er anfänglich die Vorlesungen von Antonie van Goudoever in Latein, Philipp Wilhelm van Heusde in Altgriechisch und alter Geschichte und Lodewijk Gerard Visscher in niederländischer Geschichte. Zu seinen prägenden Lehrern wurden später Nicolaas Cornelis de Fremery und Gerardus Johannes Mulder in Chemie, Mineralogie und Geologie sowie Johannes Friedrich Ludwig Schröder, Gerard Moll und Richard van Rees in Physik, Mathematik und Astronomie. Theodoor Gerard van Lidth de Jeude machte ihn mit der Zoologie und Anatomie vertraut und Cornelis Adriaan Bergsma mit der Botanik.

### Wissenschaftliche Karriere und Leistung

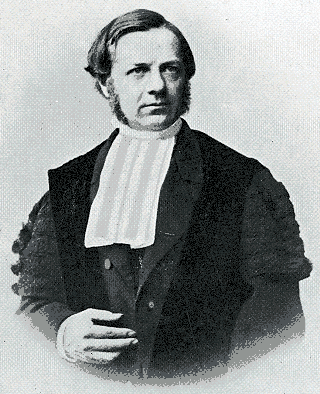
Ballot im Jahr 1857

1842 erschien Ballots erste wissenschaftliche Abhandlung über Xylidine, die 1843 auch in drei deutschen und französischen Zeitschriften abgedruckt wurde. Am 29. Juni 1844 promovierte er mit der physikalischen Abhandlung über Kohäsion und Adhäsion mit dem Titel De Synaphia et Prosaphia zum Doktor der Naturwissenschaften.
Als er vom kürzlich für Licht prognostizierten Dopplereffekt hörte, wollte er ihn mithilfe eines Experiments mit Schall widerlegen. Dazu postierte er am 3. und 5. Juni 1845 Trompeter auf fahrenden Zügen zwischen Utrecht und Maarssen. Doch das Ergebnis demonstrierte klar den akustischen Dopplereffekt. Im Juli 1845 erhielt er an der Utrechter Hochschule eine Stelle als Dozent für Mineralogie und Geologie, die 1846 um die theoretische Chemie erweitert wurde. Schon während jener Zeit beschäftigte sich Ballot mit molekularen Kräften, über die er in seiner Arbeit Schets eener Physiologie van het onbewerktuigde rijk der natuur (deutsch: Skizzen einer Physiologie des organischen Naturreichs) schrieb. Diese Arbeit fand breite Anerkennung. Am 11. September 1847 berief man ihn zum außerordentlichen Professor für Experimentalphysik in Utrecht. Er übernahm die Aufgabe am 16. November 1847 mit der Antrittsrede Het karakter der rede, uitgedrukt in de wiskunde.
Noch im selben Jahr veröffentlichte er eine Studie über periodische Temperaturschwankungen, und im Folgejahr gründete er am 1. Dezember mit seinem Freund Frederik Wilhelm Christiaan Krecke (1812–1882) auf eigene Kosten das meteorologische Observatorium auf der Bastion Sonnenborgh in Utrecht. Dieses wurde am 1. Februar 1854 zum Königlich-Niederländischen Meteorologischen Instituts (KNMI), deren Direktor Ballot bis zu seinem Lebensende war. Auf seine Initiative hin wurden überall in den Niederlanden Wetterbeobachtungen gemacht, wodurch man den Zusammenhang zwischen Luftdruck und Windrichtung erkannte. Dadurch konnte Ballot 1857 das Barische Windgesetz (Gesetz von Buys-Ballot) formulieren, das für den Seewetterdienst bis heute große Bedeutung besitzt. Zwar sollen James Henry Coffin (1806–1873) und William Ferrel in Amerika diese Regel zuerst entdeckt haben, jedoch fand Ballot auch gleich ein praktisches Anwendungsbeispiel zur Bestimmung der Windrichtung. Als Folge dieser Erkenntnis führte man am 1. Juni 1860 in den Niederlanden telegraphische Sturmwarnungen ein. Am 24. Juni 1857 erhielt er eine Berufung zum Professor für Mathematik, welche Aufgabe er am 3. Juli übernahm. Als Mathematiker ist er besonders durch sein Lehrbuch der Planimetrie hervorgetreten. In seiner Eigenschaft als Utrechter Professor beteiligte sich Ballot auch an den organisatorischen Aufgaben der Hochschule und war 1863/64 Rektor der Alma Mater.
Ballot war bestrebt, sein Netz aus Wetterbeobachtungsstellen über die Grenzen der Niederlande auszuweiten. Deshalb suchte er frühzeitig Wege zu einer internationalen Kooperation auf diesem Gebiet. Bereits Heinrich Wilhelm Dove hatte 1863 auf einer Naturforscherversammlung in Genf versucht, Forscher verschiedener europäischer Staaten zusammenzubringen, um meteorologische Beobachtungen auszutauschen. Das scheiterte jedoch, sodass Ballot diese Bemühungen 1872 in Leipzig und 1873 auf dem Ersten Internationalen Meteorologenkongress in Wien erneut aufnahm. Im Vorfeld dieses Zusammentreffens veröffentlichte Ballot seine Arbeit Suggestions on a uniform system of meteorological observations, worin seine Ideen zur Schaffung eines internationalen meteorologischen Beobachtungsnetzes publiziert wurden. Viele Teilnehmer des Kongresses teilten seine Auffassungen, sodass im Rahmen dieses Kongresses eine erste Form der internationalen Zusammenarbeit auf dem Gebiet der Meteorologie entstand. 1876 wurde Ballot wieder Professor der Experimentalphysik, der physischen Geographie und der Meteorologie. 1878 wurde der Lehrstuhl um die Meteorologie reduziert. Er  entwickelte für die Sturmwarnung einen Apparat, den er Aëroklinoskop nannte.
Als Carl Weyprecht ab 1875 für die Durchführung des Ersten Internationalen Polarjahrs warb, war Ballot dessen eifrigster Unterstützer in den Niederlanden. Er repräsentierte sein Land 1879 auf der Ersten Konferenz zur Vorbereitung des Polarjahrs in Hamburg, die die Einrichtung von Forschungsstationen rund um die Polarregionen für 1881 bis 1882 beschloss. Zurück in den Niederlanden wandte Ballot sich sowohl an seine Regierung als auch an die Öffentlichkeit mit der Bitte um finanzielle Unterstützung einer niederländischen Arktisstation. Wie in anderen Ländern erwies sich das Aufbringen der erforderlichen Mittel als schwierig, weshalb das Vorhaben auf den Zeitraum von August 1882 bis August 1883 verschoben wurde. Endlich, im Juli 1882, erhielt Ballot von der Regierung eine Bewilligung von 30.000 Gulden, vorausgesetzt das restliche Geld würde von privaten Organisationen oder Einzelpersonen gespendet werden. Ballot intensivierte daraufhin seine Öffentlichkeitsarbeit und ersuchte die Willem-Barents-Gesellschaft, die seit 1878 jedes Jahr den Schoner Willem Barents nach Nowaja Semlja entsandte, um Gedenksteine zu setzen und wissenschaftliche Ergebnisse zu sammeln, um Hilfe, die ihm jedoch verweigert wurde. Ballot gründete Unterstützkomitees in allen größeren Städten des Landes und schaffte es bis zum Frühjahr 1882, die benötigten Mittel aufzutreiben, sodass die Expedition stattfinden konnte. Diese erreichte ihren vorgesehenen Stationsort Dikson an der Mündung des Jenissei in Sibirien aufgrund schwieriger Eisverhältnisse in der Karasee allerdings nicht. Die Station wurde auf dem Packeis errichtet und nahm die geplanten meteorologischen Beobachtungen vor. Das Expeditionsschiff Varna wurde 1883 aufgegeben. Die Teilnehmer der Expedition konnten sich im August 1883 nach 24-tägigem Fußmarsch über das Eis auf die Insel Waigatsch retten.

## Ehrungen

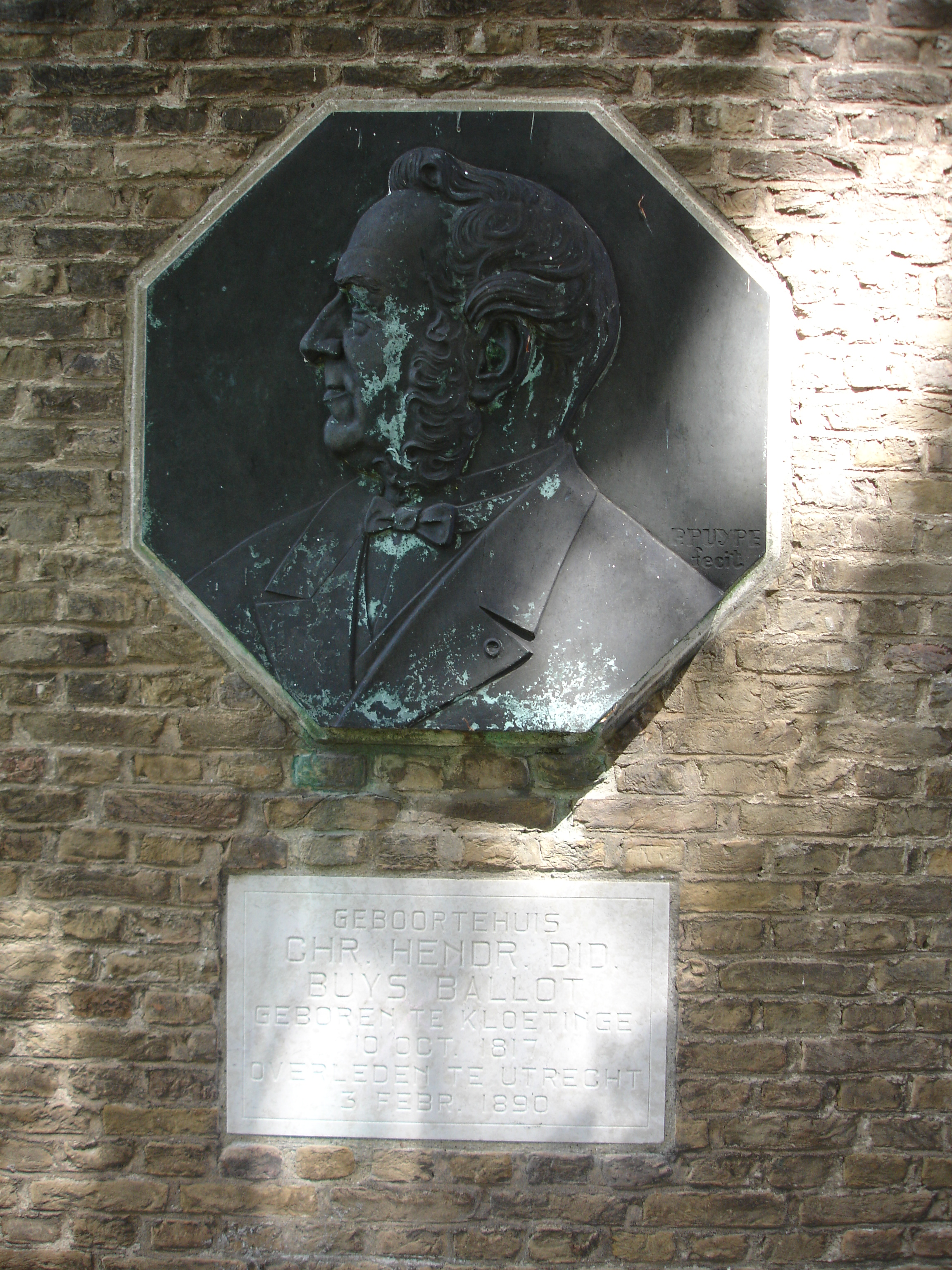
Ehrentafel und Relief am Geburtshaus von Ballot

Dem in seiner Zeit weit geachteten Wissenschaftler wurden viele Ehrungen zuteil. So erhielt er das Ehrendoktorat der Universität Edinburg. Am 25. Februar 1860 wurde er Ritter des Ordens vom niederländischen Löwen. 1874 erhielt er das Kommandeurskreuz des Franz-Joseph-Ordens. Im selben Jahr wurde er Kommandeur des Orden des heiligen Jakob vom Schwert von Portugal. Er erhielt den preußischen königlichen Kronen-Orden zweiter Klasse und die Goldene Huygens-Medaille der Holländischen Gesellschaft der Wissenschaften in Haarlem. National wurde er 1855 Mitglied der Königlich Niederländischen Akademie der Wissenschaften in Amsterdam, war Mitglied der Genootschap tot bevordering van Genees-, Heel- en Natuurkunde in Amsterdam, Mitglied der Hollandsche Maatschappij der Wetenschappen in Haarlem, Mitglied der Maatschappij tot Nut der Zeevaart in Rotterdam, Mitglied der Nederlandsche Maatschappij tot bevordering der Nijverheid in Delft, Mitglied der Vereeniging tot bevordering der Volksgezondheid in Groningen, Mitglied der Nederlandsche Maatschappij van Letterkunde in Leiden, Mitglied der Maatschappij tot Nut van ’t Algemeen in Edam, Mitglied des Nederlandsche Protestantenbond in Schiedam und Mitglied der Koninklijk Zeeuwsch Genootschap der Wetenschappen in Middelburg.
International folgten Mitgliedschaften in der Kaiserlich Russischen Akademie der Wissenschaften in St. Petersburg, 1882 in der Leopoldina in Halle (Saale), in der Scottish Meteorological Society, 1887 in der Schweizerischen Naturforschenden Gesellschaft, 1849 in der Physikalischen Gesellschaft in Berlin, in der Gesellschaft Deutscher Naturforscher und Ärzte, der Russischen Geographischen Gesellschaft in St. Petersburg, in der Société des Sciences Naturelles in Luxemburg, in der Manchester Literary and Philosophical Society, in der Naturforschenden Gesellschaft in Emden, in der Wetterauischen Gesellschaft, in der Società Meteorologica Italiana, in der Académie royale des Sciences, des Lettres et des Beaux-Arts de Belgique, in der Royal Society of Arts, im Naturforschenden Verein in Riga, in der Kaiserlich Königlichen Geologische Reichsanstalt in Wien, in der Societas Scientiarum Fennica in Finnland, in der Königlich Preußischen Akademie der Wissenschaften in Berlin, in der Kaiserlichen Akademie der Naturwissenschaften in Moskau, in der Société de Statistique in Marseille und in der Société Vaudoise des Sciences Naturelles.
Außerdem ernannte man ihn zum Ehrenmitglied der Österreichischen Gesellschaft für Meteorologie, der Gesellschaft für Erdkunde in Berlin, der Société de médicine in Anvers, der Royal Meteorological Society in London, der Deutschen Seewarte in Hamburg, der Naturforschenden Gesellschaft in Bamberg, der Maatschappij Felix Meritis in Amsterdam, der Koninklijk Zoölogisch Genootschap Natura Artis Magistra in Amsterdam, der Koninklijk Nederlandsch Aardrijkskundig Genootschap (KNAG) und er war konsultierendes Mitglied der Bataafsch Genootschap der proefondervindelijke Wijsbegeerte in Rotterdam. Am 18. September 1888 wurde er aus Altersgründen emeritiert und verstarb an den Folgen einer Influenza. Nach Ballot sind viele Straßen in niederländischen Orten benannt. Auch der Asteroid (10961) Buysballot und der Mondkrater Buys-Ballot tragen seinen Namen, und in regelmäßiger Tradition wird von der Königlich Niederländischen Akademie der Wissenschaften einmal pro Dekade die Buys-Ballot-Medaille für herausragende Leistungen auf dem Gebiet der Meteorologie verliehen. In Anerkennung seiner Verdienste brachte man an seinem Geburtshaus eine Ehrentafel an, über der sein Relief prangt. Außerdem wurde ein Gebäude der Universität Utrecht nach ihm benannt.

## Familie

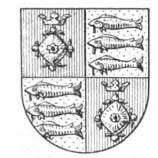
Wappen der Familie Ballot

Christoph Buys Ballot war zweimal verheiratet. Seine erste Ehe schloss er am 27. Juli 1848 in Utrecht mit Elisabeth Hester Thierry de Bije (* 4. April 1817 in Utrecht; † 7. Dezember 1850 ebenda), der Tochter von Cornelis Sebastian Thierry de Bije (* um 1790 in Rotterdam; † 27. Juni 1829 in Utrecht) und Jacoba de Brueys. Seine zweite Ehe ging er am 24. Januar 1856 in Utrecht mit Augustina Fredrica Carolina Hoogeveen (* 14. Februar 1827 in Antwerpen; † 20. April 1879 in Utrecht) ein, der Tochter des Krijn Hoogeveen (* 8. März 1789 in Utrecht; † 15. Februar 1869 in Utrecht) und der Martha Kinnema van Scheltinga Bögel (* 27. Oktober 1788 in Leeuwarden; † 3. Februar 1875 in Utrecht). Aus den Ehen stammen Kinder. Von diesen kennt man:
- Francina Geertuida Jacoba Buys Ballot (* 14. Mai 1849 in Utrecht; † 25. November 1850 ebenda)
- Cornelis Sebastian Buys Ballot (* 22. November 1850 in Utrecht; † 13. Juli 1928 in Heerde)
- Geertruida Antonia Buys Ballot (* 19. Mai 1858 in Utrecht; † 15. Oktober 1911 ebenda)
- Martinus Quirinus Buys Ballot (* 23. Juli 1860 in Utrecht; † 20. Januar 1947 in Voorburg) wurde Offizier der Artillerie und Bürgermeister in Veere, verheiratet 10. November 1891 in Roermond mit Mathilde Gertrude Therese Marie Bloemen (* 4. August 1864 in Roermond; † 23. Oktober 1935 in Voorburg), der Tochter des Francis Bloemen (* 3. April 1822 in Venlo; † 12. Februar 1908 in Maastricht) und der Josephine Cecile Linssen (* 24. September 1835 in Paris; † 5. Januar 1889 in Roermond)
- Henriette Elisabeth Buys Ballot (* 10. Mai 1862 in Utrecht; † 1. April 1939 in Hattem) verh. 27. Mai 1886 in Utrecht mit dem Offizier der Infanterie Jacques Suermondt (* 12. März 1860 in Rotterdam; † 19. April 1930 in Hattem) Kapitän der Infanterie, Sohn des Barthold Jacob Suermondt (* 31. Mai 1810 in Rotterdam; † 18. August 1878 in Amersfoort) und der Geertruya Cornelia van Santen Kolff (* 15. Juli 1814 in Rotterdam; † 28. Juli 1894 in Zwijndrecht)
- NN. Buys Ballot (* + † 7. Februar 1865 in Utrecht)
- August Buys Ballot (* 29. Juni 1866 in Utrecht; † 1. Juli 1866 ebenda)
- August Christoffel Buys Ballot (* 16. November 1867 in Utrecht; † 15. Juli 1936 in Doorn) verheiratet am 13. Juni 1896 in Göttingen mit Anna Emilie Amanda Sesse (* 25. April 1875 in Ackendorf bei Magdeburg), der Tochter des Wilhelm Sesse und der Anna Emilie Vorbrodt

## Schriften
- Repertorium corpum organicorum. Utrecht 1846.
- Tabulae Repertoriae Chemicae. Schets eener Physiologie van het onbewerktuigde ryk der natuur. Utrecht 1849.
- Gronden eener wiskundige plaatsbepaling op den hemel en aardbol. 1849.
- Les changements periodiques de temperature dependants de la nature du soleil et de la lune etc. dedits d’observations neerlandaises de 1729-1846. Utrecht 1847.
- Uitkomsten der meteorologische waarnemingen gedaan in 1849 en 1850 te Utrecht en op eenige andere plaatsen in Nederland. Utrecht 1851.
- Uitkomsten van wetenschap en ervaring aangaande winden en zeestroomingen in somminge gedeelten van den Oceaan etc.. Utrecht 1853.
- Akustische Versuche auf der Niederländischen Eisenbahn, nebst gelegentlichen Bemerkungen zur Theorie des Hrn. Prof. Doppler. In: Poggendorfs Annalen. LXVI. 1845, S. 321–350, Online.
- Notiz über die Abhängigkeit der Krystallform der Mineralkörper von den zusammensetzenden Atomen. In: Poggendorfs Annalen. LXVII, 1846, S. 433 f., Online.
- Ueber den Einfluss der Rotation der Sonne auf die Temperatur unserer Atmosphäre. In: Poggendorfs Annalen. LXVIII, 1846, S. 205–213, Online.
- Die Wirkung der ungleichen Erwärmung auf die Richtung des Windes, und die Wärmewirkung des Mondes. In: Poggendorfs Annalen. LXX, 1847, S. 154–165, Online.
- Die Rotationszeit der Sonne, aus Beobachtungen zu Danzig. In: Poggendorffs Annalen. LXXXIV, 1851, S. 521–538, Online.
- Graphische Methode zur gleichzeitigen Darstellung der Witterungserscheinungen an vielen Orten. In: Poggendorfs Annalen. Ergänzungsband IV, 1854.
- De jaarlike gang van temperatur en barometerstand in Nederland. In: Allgem. Konst en Letterbode. 1853.
- Begins en gronden der Meetkunde. Utrecht 1852, 1856, 1860.
- Eenige regelen vorr de wachten van weersveranderingen in Nederland. Utrecht 1860.
- Klimaat van Nederland. 1861 2. Bände.